# Loi sur l'hectare extrême-oriental
Lire en ligne

Texte sur Wikisource

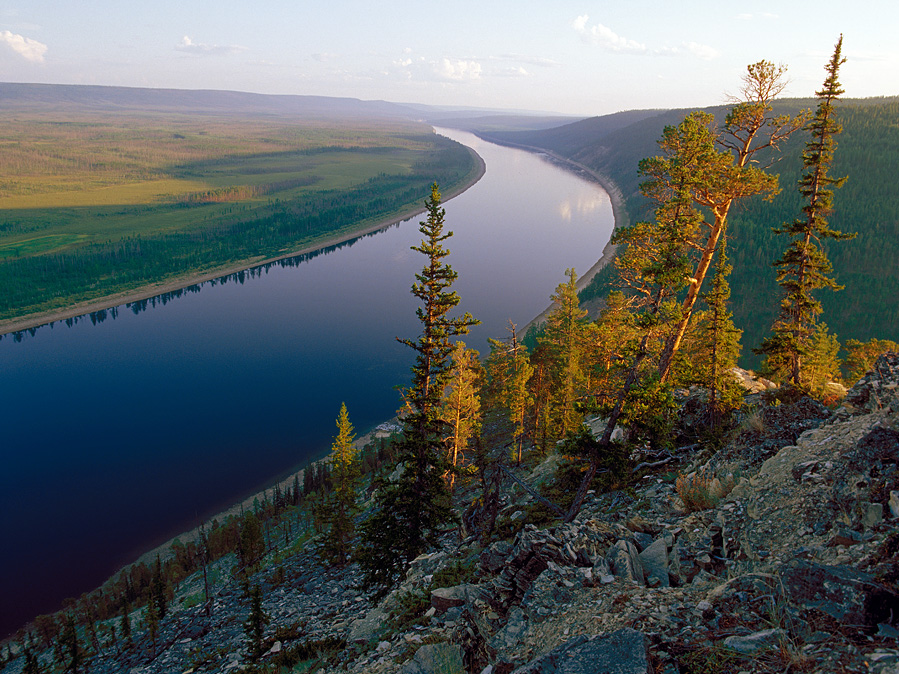
Rivière Olekma.

La loi sur l'hectare extrême-oriental (en russe : закон о дальневосточном гектаре) est une loi de la fédération de Russie, entrée en vigueur depuis le premier juin 2016, et réglementant les relations foncières, forestières et autres liées à l'octroi aux citoyens de la fédération de Russie de terrains appartenant à l'État ou aux municipalités et localisés sur le territoire se situant dans le district fédéral extrême-oriental.

## Préalables

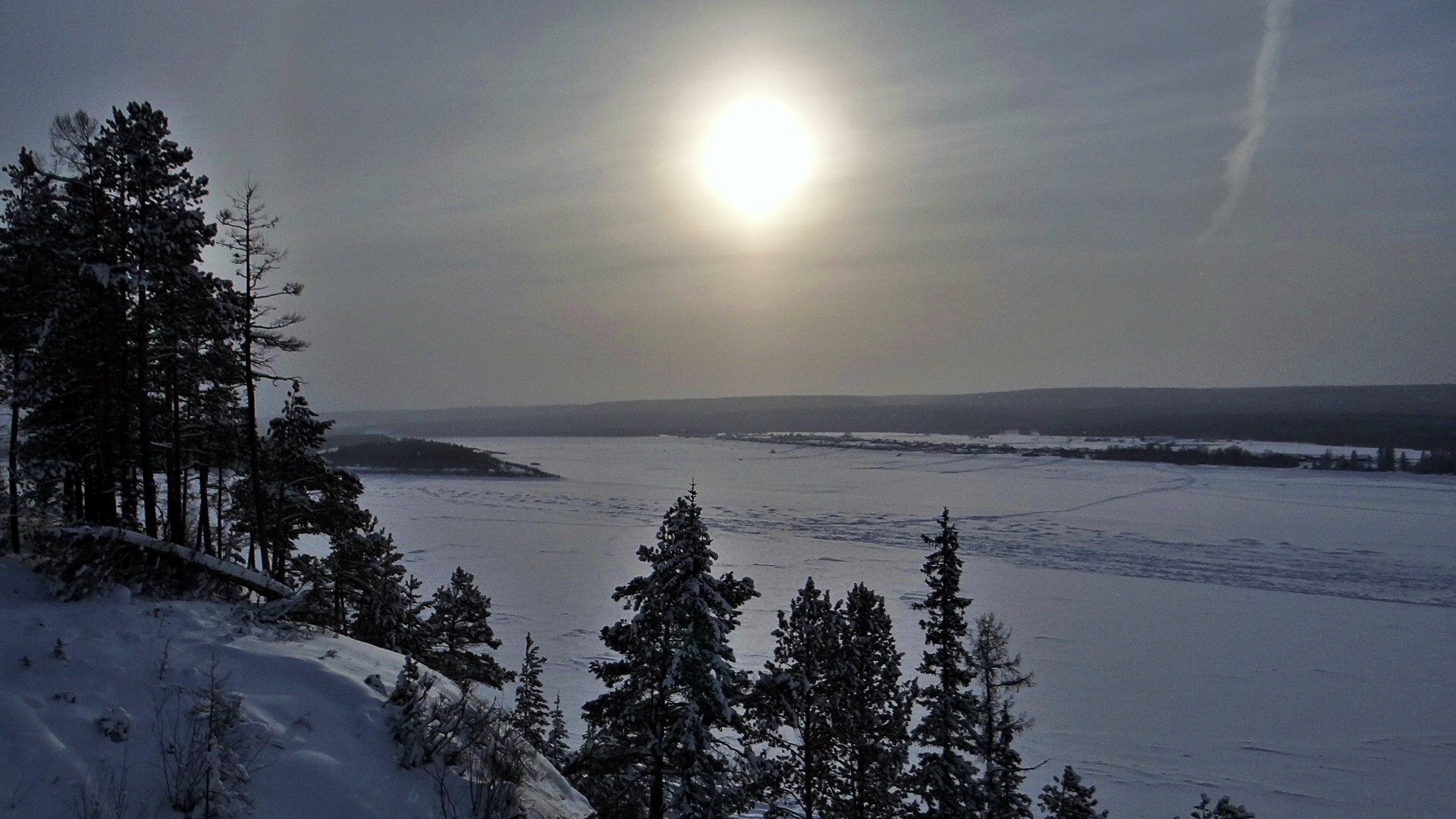
Paysage hivernal de Iakoutie.

En 2012, le gouvernement russe a confié le soin au nouveau ministère constitué (le ministère de la fédération de Russie pour le développement de l'Extrême-Orient, en abrégé Minvostokrasvitia), de préparer et de mettre en œuvre un programme approprié. Dans la déclaration publique de ses objectifs pour 2016, ce ministère du développement extrême-oriental a déclaré vouloir :
«  Attirer et retenir la main-d'œuvre en Extrême-Orient grâce à l'octroi gratuit de parcelles de terres (par la loi L'Hectare extrême-oriental), en prévoyant:
- l'entrée en vigueur d'une loi fédérale précisant les conditions particulières concernant les parcelles de terres et celles concernant les citoyens visés par la loi ;
- la mise en route d'un système d'information fédéral (appelé FIS, système fédéral d'information), en vue d'appeler et d'informer les candidats intéressés par un programme dénommé  Vers l'Extrême-Orient ;
- l'organisation de la mise en route du projet, avec les représentants des entités constitutives de la fédération de Russie  »

## Promulgation de la loi

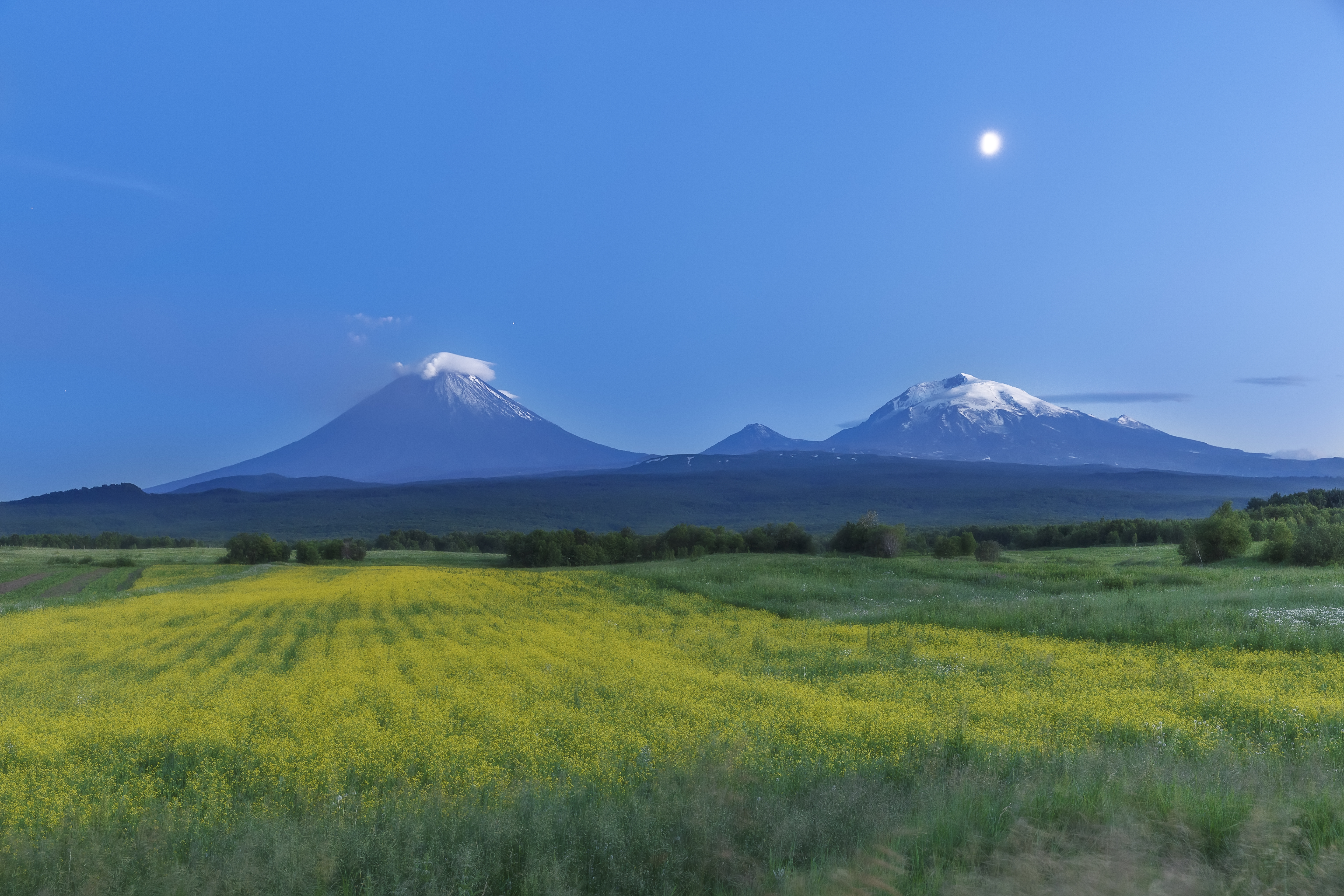
Kraï du Kamtchatka.

En novembre 2015, le gouvernement de la fédération de Russie présente le projet de loi n°930602-6 sur les particularités de l'octroi aux citoyens de parcelles de terres en Extrême-Orient à la Douma. Le texte est adopté en troisième lecture en avril 2016. Le président de la fédération de Russie, Vladimir Poutine appuie publiquement ce projet depuis le mois de janvier 2016.
La loi est adoptée en séance plénière de la Douma, le 22 avril 2016. Le projet a obtenu 349 votes favorables en deuxième lecture et 340 en troisième lecture.
Le président de la fédération de Russie a signé la loi le 1er mai 2016, avec entrée en vigueur le 2 mai 2016.
Le droit à l'hectare extrême-oriental pour les habitants des Districts fédéraux extrême-orientaux existe depuis le 1er juin 2016. Ce droit est étendu à tous les citoyens russes à partir du 1er février 2017 .
Le 19 septembre 2016, la Douma a encore modifié le texte pour préciser quels sont les emplacements précis de terres qui n'entrent pas dans le cadre de la loi.
Le 20 juillet 2017, la Douma a adopté des amendements à la loi sur l'hectare extrême-oriental. Ces amendements précisent que les documents nécessaires pour faire valoir ses droits peuvent être obtenus dans les centres administratifs de toute la fédération de Russie

### Buts et moyens mis en œuvre pour l'exécution de la loi
Le but de la loi est d'attirer l'attention et les ressources des citoyens en vue de développer les territoires russes d'Extrême-Orient.
Selon l'avis des experts officiels de la fédération l'État dispose de 2 millions de lots de terres destinés à des exploitations de fermes et 36 millions de lots destinés à des exploitations forestières.
La loi permet à tout citoyen de nationalité russe d'obtenir un hectare de terre gratuitement pour y construire un habitat, organiser l'exploitation d'une ferme ou d'une entreprise.

### Obtention des terres
Pour le choix des terres par les citoyens intéressés le ministère du développement de l'Extrême-Orient a développé des sites particuliers sur internet.
La surface de la parcelle de terre prévue ne peut excéder un hectare par personne mais ne peut non plus être inférieure à un hectare. Mais, quelle que soit la relation existant entre elles, plusieurs personnes peuvent se réunir pour obtenir un hectare ou plus en commun. Il n'est pas nécessaire de s'installer de manière permanente en Extrême-Orient pour obtenir un hectare.
La loi prévoit que les parcelles doivent être situées à une distance qui ne peut être inférieure à 10 km des zones habitées par plus de 50 000 habitants ou à moins de 20 kilomètres de zones habitées par plus de 300 000. Sont donc exclues à fortiori les zones situées dans les circonscriptions urbaines ou dans les municipalités. Il est proposé d'allouer les parcelles de terres sans formalités cadastrales et de faciliter la prise de possession au maximum en simplifiant les procédures.
Ce droit à la parcelle d'un hectare extrême-oriental peut être revendiqué jusqu'au premier janvier de l'année 2035.

### Droits de propriété
Le projet de loi prévoit la possibilité de donner la propriété de la parcelle à bail ou de transférer la propriété, mais seulement après 6 ans
(pour les parcelles forestières après 15 ans) à condition qu'elles aient été utilisées pour des activités non interdites par la loi russe. Il est également permis de vendre le bois des parcelles forestières. Le terrain ne peut être donné, vendu ou transféré à des citoyens étrangers ou à des citoyens apatrides ou encore à des personnes morales constituées en sociétés.

## Allocation des parcelles
Le jour de l'entrée en vigueur de la loi sur l'hectare extrême-oriental la première mise en application de la loi a eu lieu dans l'oblast autonome juif au profit d'un agriculteur qui s'est investi dans la culture de céréales et de légumineuses. Selon d'autres sources ce sont des habitants de l'oblast de l'Amour qui ont reçu les premières parcelles et qui s'occupent d'apiculture. En tout, 200 parcelles ont été distribuées le premier jour. Le 17 août 2017, Iouri Troutnev a publié une note suivant laquelle 100 000 parcelles au sens de la nouvelle loi, avaient déjà été octroyées.

### Raïons concernés

Carte des subdivisions du district fédéral extrême-oriental : 1) oblast de l'Amour, 2) oblast autonome juif, 3) kraï du Kamtchatka, 4) oblast de Magadan, 5) kraï du Primorie, 6) république de Sakha (Iakoutie), 7) oblast de Sakhaline, 8) kraï de Khabarovsk, 9) district autonome de Tchoukotka.

Dans chaque sujet fédéral Extrême-Oriental, un raïon est désigné où peut être obtenu l'hectare gratuit :
- Oblast de l'Amour — Raïon d'Arkhara, Raïon de Svobodny ;
- Oblast autonome juif — Raïon Oktiabrski (oblast autonome juif) (EAO) ;
- Kraï du Kamtchatka — Raïon d'Oust-Bolcheretsk ;
- Oblast de Magadan— Raïon d'Ola ;
- Kraï du Primorie — Raïon du Khanka ;
- République de Sakha (Iakoutie) — Oulous de Namsk ;
- Oblast de Sakhaline — Raïon de Tymovskoïe ;
- Kraï de Khabarovsk — Raïon d'Amoursk ;
- District autonome de Tchoukotka — Raïon d'Anadyr.

Selon la directrice du programme régional de l'Institut indépendant de politique sociale Natalia Zoubarevitch, seules trois régions parmi les premières qui ont été choisies présentent de l'intérêt pour l'agriculture (le kraï du Primorié, l'oblast de l'Amour et l'oblast autonome juif). Les autres ne sont pas adaptées à l'agriculture et il n'y a pas beaucoup de Russes qui veulent élever des rennes ou des vaches iakoutes à longs poils. Quant au développement de l'industrie du bois et de l'exploitation forestière dans le kraï de Khabarovsk il est tout aussi improbable que cela présente de l'intérêt, déclare Natalia Zoubarevitch, parce que cela demande un minimum de trente ans pour que les arbres se développent et qu'il y a peu de familles en Russie qui peuvent investir à si long terme. À son avis l'attribution de terres dans ces neuf districts désignés ne résoudra pas les problèmes de l'Extrême-Orient qui sont en déficit de main d'œuvre et d'infrastructure.

### Infrastructures

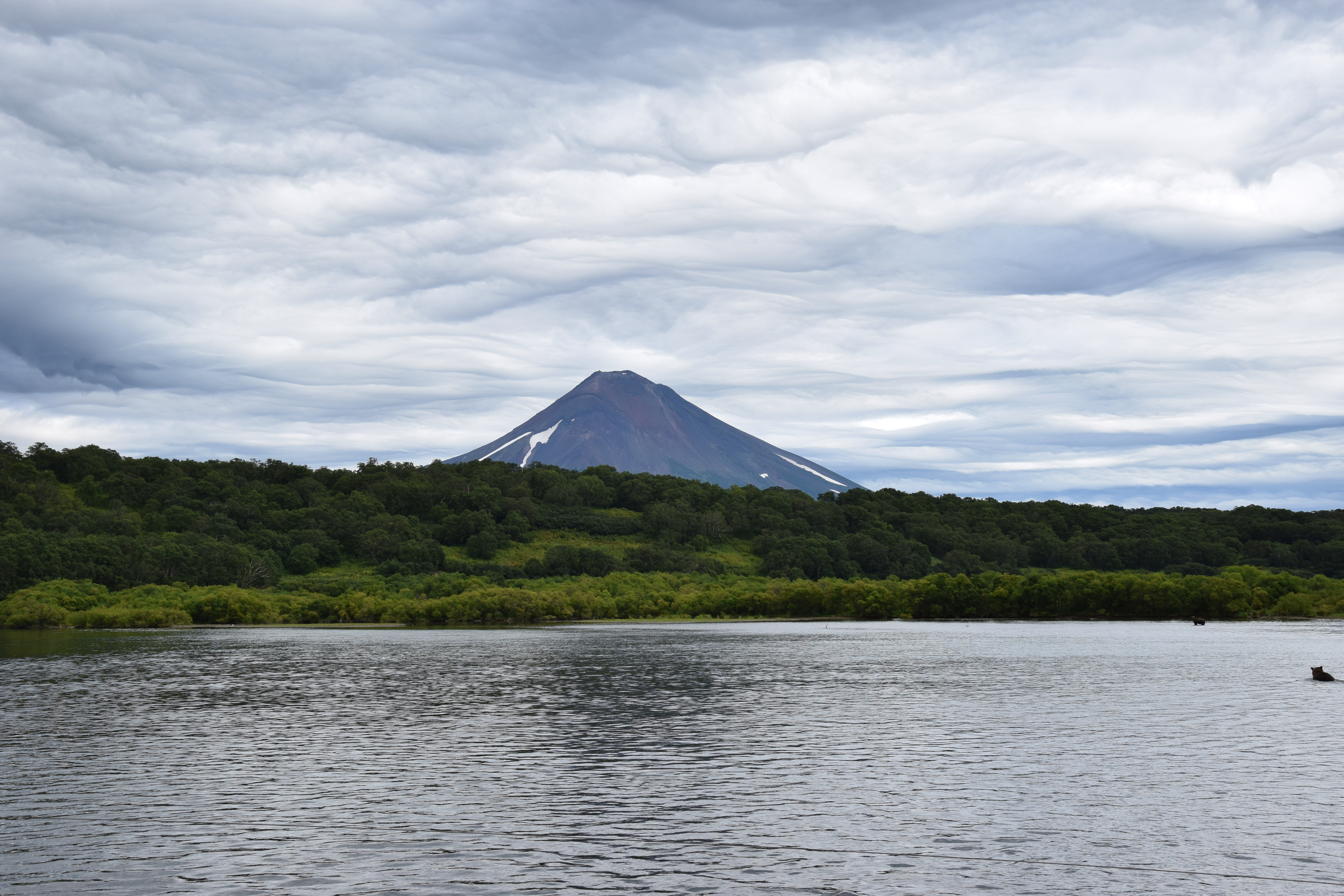
Territoires du raïon d'Oust-Bolcheretsk (vue du lac Kourile et du volcan Ilinski.

L'accès par route ne sera pas fourni pour chaque parcelle mais si une requête collective est adressée aux autorités, on peut penser que celles-ci construiront des routes si cela peut leur apporter du pouvoir. Les propriétaires pourront également obtenir une hypothèque sur leur hectare extrême-oriental auprès de l'Agence officielle de prêt pour le logement au taux de 4 % dans le cas où ils souhaitent bâtir.
Selon Iouri Kroupnov, président de conseil d'étude de l'Institut de démographie, de la migration et du développement régional, après avoir obtenu un hectare, les bénéficiaires devront travailler pour construire leur maison et la région connaît précisément un problème d'emploi.

## Partisans et opposants
Selon les données communiquées par le centre pan-russe d'étude de l'opinion publique VTsIOM, le projet Hectare extrême-oriental a provoqué un grand intérêt parmi la population : un citoyen sur cinq (le plus souvent âgé de 18 à 24 ans) admet avoir participé au programme de recherche d'installation dans les régions extrême-orientales et 61 % des personnes interrogées considèrent que l'initiative augmentera le niveau de vie dans ces régions orientales.
En décembre 2015, à Iakoutsk, un piquet de grève a demandé le report du début de la réalisation du projet de loi en Iakoutie (les activistes portaient des pancartes Conservons la Terre pour les générations futures , pas de prise de parcelles pour des raiders , Messieurs les oligarques, l'hectare gratuit et puis quoi encore après). Les organisateurs de cette action craignaient qu'en raison de la distribution, certains habitants de zones rurales soient privés, de facto, de terres qui n'ont pas été enregistrées à temps à l'administration du cadastre, de l'enregistrement et de la cartographie (appelée en Russie Rosreest). Le Parlement de la République de Sakha considérait également que les aspects liés aux relations avec la législation foncière et que les lacunes devaient être comblées avant l'adoption du projet.
En avril 2016, des actions de protestations ont eu lieu en République de Sakha (Iakoutie), demandant l'exclusion de la région des territoires visés par la loi. Le représentant plénipotentiaire du président de la fédération de Russie, Iori Troutnev, a affirmé que le projet de loi sur l'attribution gratuite de terre se heurtait à la résistance de puissants cercles, du fait que le projet pourrait voir se réduire considérablement les revenus des spéculateurs fonciers.
Le ministre de la fédération de Russie pour le développement de l'Extrême-Orient Alexandre Galouchak a fait part de son intention de demander lui-même à obtenir un hectare extrême-oriental.